# Rock N Roll Jesus
Rock n Roll Jesus é o sétimo álbum de estúdio de Kid Rock, o qual chegou ao número um na Billboard 200 em 2007.
| Críticas profissionais                                                      | Críticas profissionais |
| Avaliações da crítica                                                       | Avaliações da crítica  |
| Fonte                                                                       | Avaliação              |
| --------------------------------------------------------------------------- | ---------------------- |
| allmusic                                                                    | [ 3 ]                  |
| Esta tabela precisa de ser acompanhada por texto em prosa. Consulte o guia. |                        |

## Faixas
1. "Rock N Roll Jesus" - 4:29
2. "Amen" - 4:40
3. "All Summer Long" - 4:56
4. "Roll On" - 6:11
5. "So Hott" - 4:07
6. "Sugar" - 3:44
7. "When U Love Someone" - 5:40
8. "New Orleans" - 6:36
9. "Don't Tell Me U Love Me" - 4:20
10. "Blue Jeans And a Rosary" - 4:35
11. "Half Your Age" - 3:45
12. "Lowlife (Living the Highlife)" - 4:04